# Claude Pélieu
Pour les articles homonymes, voir Pélieu.
 (janvier 2023).
Si vous disposez d'ouvrages ou d'articles de référence ou si vous connaissez des sites web de qualité traitant du thème abordé ici, merci de compléter l'article en donnant les références utiles à sa vérifiabilité et en les liant à la section « Notes et références ».
Claude Pélieu est un poète et plasticien français né à Beauchamp (près de Pontoise, Val-d'Oise) le 20 décembre 1934 et mort le 24 décembre 2002 à Norwich (États-Unis).

## Biographie
En 1952, Claude Pélieu fait les Beaux-Arts. Il travaille également dans la librairie Les amis du livre et pratique surtout le dessin et la peinture.
En 1954, il publie deux textes, deux « nécros », dans le journal Le Libertaire. En 1956, ses premiers poèmes sont publiés dans le recueil collectif Rendez-vous avec le sol. À l'époque, Claude Pélieu fait partie d'un groupe d'écrivains proches du mouvement « externiste » et du lettrisme. Parmi ce groupe se trouvent des écrivains qui seront connus par ailleurs : Pierre Gripari et Guy Rachet.
En 1956 également, considéré comme déserteur, il est arrêté et envoyé en Algérie pour accomplir son service militaire. Là, il rencontre le futur écrivain Ted Morgan.
Démobilisé à la suite d'une crise amibienne, Claude Pélieu est de retour à Paris en 1958. Il rencontre Lula, avec qui il se marie en 1959. À cette époque, il pratique le dessin et écrit des textes poétiques.
À la suite de sa séparation d'avec sa femme Lula, en 1963, avec sa nouvelle compagne Mary Beach (1919-2006), Pélieu part s'installer aux États-Unis où il fréquente les écrivains de la Beat Generation. On doit à Pélieu et Mary Beach les premières traductions françaises d'écrivains Beat comme William S. Burroughs, Bob Kaufman, Allen Ginsberg, Timothy Leary, Ed Sanders pour les éditions Christian Bourgois.
Mais Claude Pélieu est surtout l'auteur d'une œuvre poétique abondante. À Paris, il fut influencé par les surréalistes, les lettristes, par sa connaissance de la poésie sonore et du happening (il était un ami proche d'Henri Chopin et de Jean-Jacques Lebel). Après sa lecture des livres de Burroughs en 1963, où il constate de fortes similitudes avec sa propre écriture, il utilise la technique du cut-up et crée la technique du « script-vite ». À l'époque déjà, il a écrit un ensemble de textes, Pilote Automatique où il développe cette technique particulière du script-vite qui lui permet de convoquer des images proches à la fois de l'écriture automatique et des textes cut-up. À partir de la fin des années 1960, son écriture se divise principalement en trois courants : un journal-poème, les poèmes en vers libres, des poèmes à formes courtes inspirés par la poésie japonaise. Il est aujourd'hui encore considéré comme « le seul poète beat d'expression française ».
Claude Pélieu pratiqua aussi le collage pendant plus de cinquante ans.

## Publications
- Automatic pilot, Fuck You Press, New York, 1964
- With Revolvers Aimed Finger-Bowls, préface de W. Burroughs, Beach Books Texts and documents, San Francisco, 1967
- So Who Owns Death TV?, en collaboration avec W. Burroughs et Carl Weissner, Beach Books Texts, San Francisco, 1967
- Swift Scripts, avec des collages de Charley Plymell, Londres, Bob Cobbing Publishing, 1967
- Cahiers de l'Herne n° 9, éditions de L'Herne, 1968
- Ce que dit la Bouche d'ombre dans le bronze-étoile d'une tête, suivi de Dernière Minute électrifiée, Le Soleil Noir, 1969
- Le Journal blanc du hasard, Bourgois, 1969
- Embruns d'exil traduits du silence, Bourgois, 1971
- Jukeboxes, 10/18, 1972
- Infra noir, avec Erró & Thierry Agullo, Le Soleil Noir, 1972
- Tatouages mentholés et cartouches d’Aube, 10/18, 1973
- Kali Yug express, Bourgois, 1974
- Coca néon/arc-en-ciel polaroïd, Bourgois, 1976
- Dust bowl Motel Poems,  Bourgois, 1977
- Spécial Claude Pélieu Washburn - inédits et collages, revue Cée n° 6, septembre 1978
- Cartes postales U.S.A., Céeditions, 1979
- Trains de nuit, Le Cherche midi, 1979
- Pommes Bleues électriques, Bourgois, 1979
- Xerox blues, 1982
- Indigo express, Le Livre à venir, 1986
- Koans & Haikus, Atelier de l'agneau, 1988
- La Rue est un rêve, Ecrits des Forges, 1989
- Légende noire, éditions du Rocher, 1991
- Dear Laurie : un miracle endormi dans un taxi, La main courante, 1996
- Et vous aurez raison d'avoir tort ! : (textes 1971-1977), SUEL, 1996
- Correspondance 1988-1991, préface de Lucas Hees, Atelier de l'agneau, 1999
- Studio réalité, Le Castor astral, 1999
- Boomerangs, La Notonecte, coll. « Infra noir », 1999 (réédition en 2001)
- Pélieu Mix/Etat des lieux, La Notonecte, coll. « Infra noir », 1999
- Ne cherche rien/ailleurs qu'ici, en collaboration avec Lucien Francoeur, éditions Trait d'union, 1999
- Soupe de lézard, La Digitale 2000
- Fusion, Voix éditions, 2001
- Starquake, La Notonecte, 2001
- Anthologie introductive à l’œuvre de Claude Pélieu, l’Arachnoïde éditeur, 2003
- Un amour de Beatnik (lettres et textes 1963-1964), Hors-Lieu, 2012
- New Poems and Sketches, Books Factory, 2014

### Traductions
Traductions de l'anglais en collaboration avec Mary Beach (Christian Bourgois éditeur)
- Kaddish, d'Allen Ginsberg
- Sandwiches de réalité, d'Allen Ginsberg
- Planet News, d'Allen Ginsberg
- La Machine molle, de William Burroughs
- Le ticket qui explosa, de William Burroughs
- Nova Express, de William Burroughs
- Les Derniers Mots de Dutch Schultz, de William Burroughs
- Les Garçons sauvages, de William Burroughs
- Exterminateur !, de William Burroughs
- Le Métro blanc, de William Burroughs
- Solitudes, de Bob Kaufman
- Sardine dorée, de Bob Kaufman
- Camétude, de Hart Leroi Bibbs
- Les Tessons de Dieu, d'Ed Sanders
- Un regard sur le monde, de Lawrence Ferlinghetti